# جوكي محمد رضا
جوكي محمد رضا هي قرية في مقاطعة مراغة، إيران. في تعداد عام 2006 ، لوحظ وجودها، ولكن لم يتم الإبلاغ عن سكانها.